# Muzeum Hlučínska

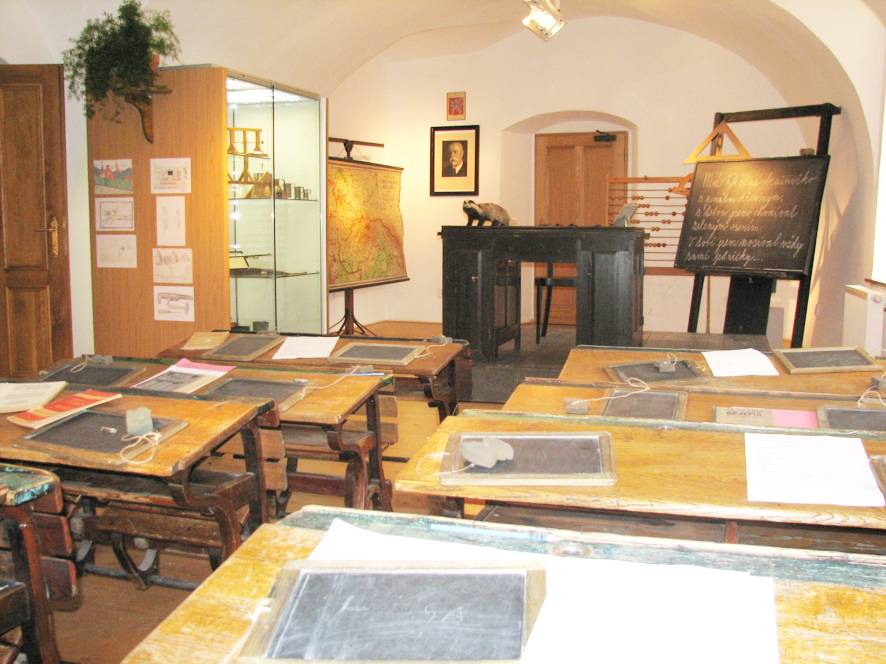
Výstava „Ema má mámu... aneb slabikáře našich babiček"

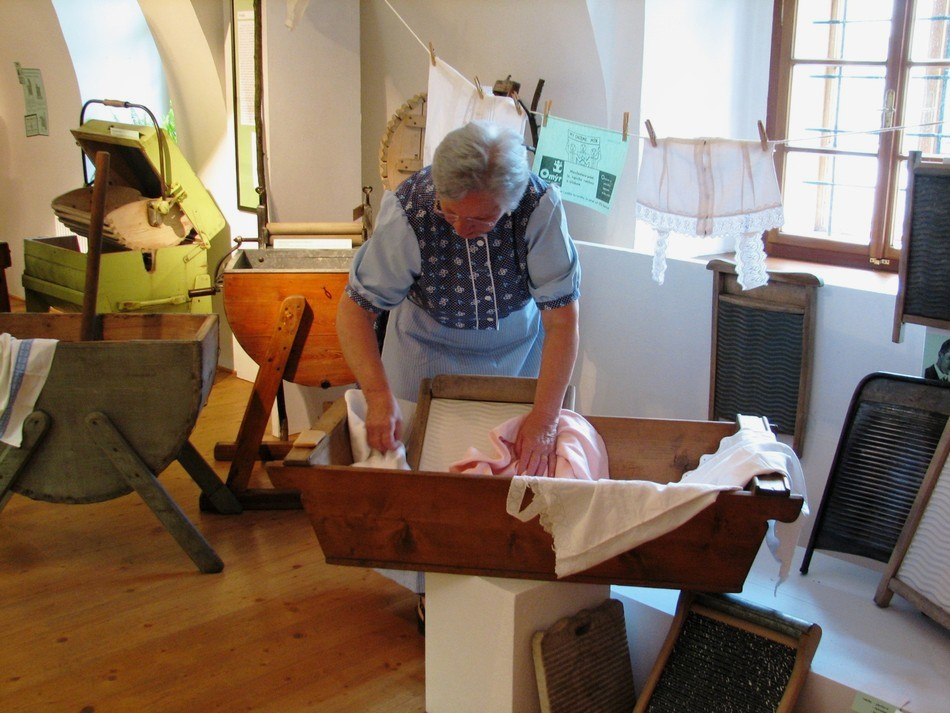
Výstava „Čisté prádlo“

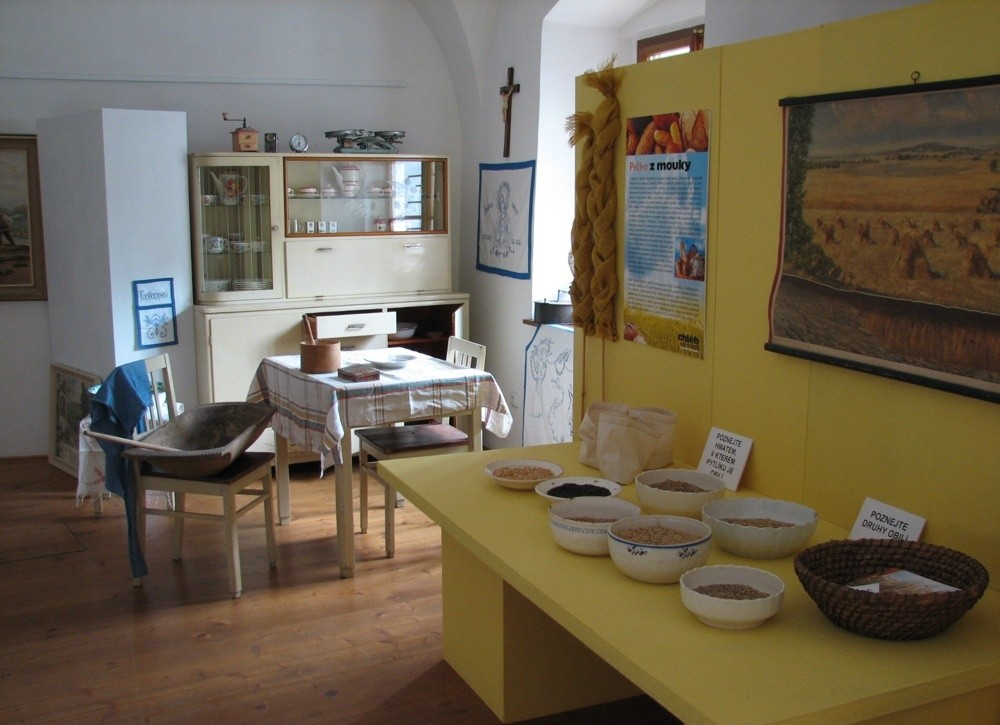
Výstava „Chléb náš vezdejší...od zrníčka k bochníku“

Muzeum Hlučínska bylo založeno k 1. lednu 2005 jako příspěvková organizace města Hlučína. Od svého vzniku sídlí v historické budově hlučínského zámku na ulici Zámecká 4, v těsném sousedství Mírového náměstí a kostela sv. Jana Křtitele v centru města.

## Historie
Dnešní muzeum navazuje na činnost Městského muzea Hlučín, založeného roku 1948 místním kronikářem a archivářem Andělínem Novákem a v roce 1954 přeměněného na Okresní muzeum v Hlučíně. Jeho činnost však byla přerušena delimitací (převedením) sbírek do Slezského zemského muzea v Opavě v roce 1962.
Současným ředitelem muzea je Mgr. Metoděj Chrástecký. Muzeum je zároveň členem Asociace muzeí a galerií České republiky a jeho sbírka je zapsána v Centrální evidenci sbírek (CES).

## Činnost muzea
Činnost muzea je zaměřena na město Hlučín a region Hlučínska v jeho historických hranicích. Posláním muzea je shromažďování a ochrana sbírkových předmětů a vytváření, rozšiřování, spravování a evidování sbírek muzejní povahy za účelem jejich prezentace veřejnosti.
Muzeum se prezentuje následujícími formami:
- muzejní výstavy - krátkodobé výstavy s využitím vlastních, případně vypůjčených sbírkových fondů, a to samostatně nebo ve spolupráci s jinými fyzickými nebo právnickými osobami
- muzejní a vzdělávací programy - přednášky, demonstrace sbírkových předmětů, besedy, exkurze atp.
- muzejní publikace - vydávání odborných i populárně naučných publikací

Vědeckovýzkumná činnost muzea je zaměřena především na zachování a rozvíjení identity Hlučínska jeho etnografii, umění, přírodovědu a vlastivědu. Muzeum provozuje turistické informační centrum, jehož prostřednictvím poskytuje informace o regionu pro potřeby obcí, turistického ruchu, literatury, umění a dalších kulturních aktivit.

### Stálá expozice
Muzeum slavnostně zpřístupnilo veřejnosti ve dnech 10.–11. ledna 2014 svou expozici věnovanou celému Hlučínsku, která nese název „Kdo jsou lidé na Hlučínsku“. Je rozdělena do šesti oddílů:
1. Hranice a národnostní ideologie
2. Války a armády
3. Správa území
4. Ekonomika a hospodářství
5. Životní příběh, Rodina a život v obci
6. Identita Hlučínska.

Součástí expozice je audiovizuální dokument, zaznamenávající vzpomínky pamětníků z regionu.

## Společnost přátel Muzea Hlučínska
Při muzeu vzniklo v roce 2010 občanské sdružení Společnost přátel Muzea Hlučínska. Hlavním posláním občanského sdružení je uchovat originální identitu hlučínského regionu ve všech různých podobách (zvyky, tradice, historie, folklor, materiální dědictví apod. …). Společným jmenovatelem všech aktivit je osvěta a šíření správného povědomí o Hlučínsku nejen pro návštěvníky, kteří přicházejí do regionu, ale především u místních obyvatel.

### Priority občanského sdružení
- podpora Muzea Hlučínska a vzniku stálé expozice věnované celému Hlučínsku
- vydávání vlastivědného časopisu Hlučínsko
- přednášky, besedy, diskuzní fóra
- výstavy
- exkurze
- tematické soutěže pro školy